# ایریدیم
ایریدیم عنصری با عدد اتمی ۷۷، جرم اتمی ۱۹۲٫۲۲، نقطه ذوب ۲٬۴۱۰ سلسیوس، نقطه جوش ۴٬۱۳۰ سلسیوس، چگالی ۲۲٫۶۵ گرم بر سانتی‌مترمکعب بوده و از فلزهای گروه پلاتین و خواصی مشابه رودیم دارد. در اسمیم به صورت آلیاژ طبیعی Pt وجود دارد. ساختار این فلز، مکعب تنگ چیده‌است. این ماده برای تهیه نوک خودنویس و همچنین در کاتالیزورها به‌کار می‌رود. این فلز پس از اسمیم بیشترین چگالی را در بین عناصر دارد. ایریدیوم در برابر خوردگی و فرسایش حتی تا دمای ۲٬۰۰۰ درجهٔ سانتی‌گراد مقاومت بسیار زیادی دارد و فقط نمک‌های خاص و هالوژن‌ها باعث خوردگی آن می‌شوند. همچنین پودر و گَرد آن بسیار قابل اشتعال و واکنش‌پذیر است. این فلز کمیاب، چگال و بسیار مقاوم است. فراوانی این فلز در پوسته زمین کم است ولی در شهاب‌سنگ‌ها فراوانی بیشتری دارد. تولید جهانی سالیانهٔ این فلز، تنها ۳ تن است.

## اکتشاف
ایریدیوم در سال ۱۸۰۳ در میان ناخالصی‌های نامحلول پلاتین توسط اسمیتسون تنانت کشف شد. تنانت نام ایریدم را از الههٔ یونانی ایریس که به معنای رنگین‌کمان است برگزید؛ زیرا نمک‌های ایریدیم رنگ‌های مختلفی دارند.

## خصوصیات فیزیکی

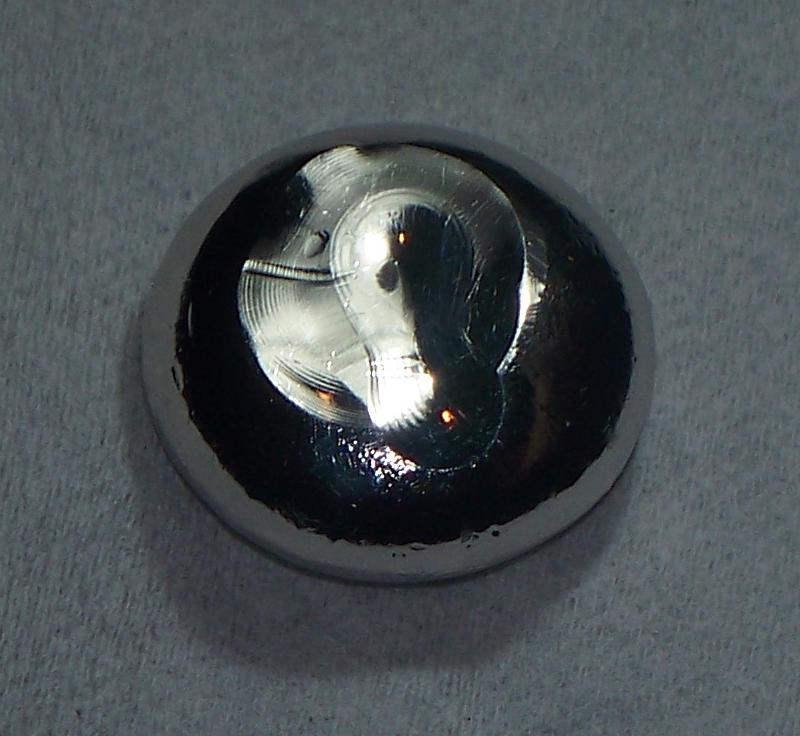
یک اونس تروا (۳۱٫۱۰۳۵ گرم) ایریدیم ذوب شده

ایریدیم فلزی از گروه پلاتین است که رنگی سفید، شبیه به پلاتین دارد اما کمی مایل به زرد است. به علت نقطه ذوب بالا، سختی و شکنندگی شکل و فرم دادن به ایریدیم بسیار مشکل است. به همین جهت از پودر آن برای این منظور استفاده می‌شود. خواص فیزیکی این فلز تا دمای ۱۶۰۰ درجه سانتی‌گراد بدون تغییر باقی می‌ماند. این فلز در دمای ۰٫۱۴ کلوین به ابررسانا تبدیل می‌شود.
در میان فلزات تنها اسمیم می‌تواند بر روی آن خراش ایجاد کند و پس از اسمیم چگال‌ترین عنصر است.

## ویژگی‌های شیمیایی
در میان فلزات، ایریدیم بیشترین مقاومت را در برابر خوردگی دارد. تقریباً هیچ اسید یا فلز مذابی نمی‌تواند آن را مورد حمله قرار دهد. با این حال برخی نمک‌ها مانند سدیم سیانید یا پتاسیم سیانید ،اکسیژن در دمای بالا و هالوژن‌ها (به‌ویژه فلوئور) باعث خوردگی آن می‌شوند.

## ترکیبات
عدد اکسایش ایریدیم از -۳ تا +۹ را شامل می‌شود ولی متداول‌ترین عدد اکسایش آن +۳ و +۴ است. همچنین عدد اکسایش بالاتر از +۶، بسیار نادر است و عدد اکسایش +۹ فقط کاتیون‌های گازی‌شکل را شامل می‌شود و ایریدیم در هیچ نمکی با این عدد اکسایش وجود ندارد.
ایریدیم اکسیدهای مختلف با رنگ‌های متفاوت تشکیل می‌دهد. برای مثال IrO2 جامد آبی‌رنگ است. در حالی که Ir2O3 رنگ آبی مایل به سیاه دارد.